# Wakana Koga
Pour les articles homonymes, voir Koga.
Wakana Koga (古賀 若菜, Koga Wakana), née le 28 juin 2001, est une judokate japonaise.
Elle a remporté la médaille d'argent dans la catégorie des moins de 48 kg aux Championnats du monde de judo 2021 qui se sont tenus à Budapest, en Hongrie, . En finale, elle a perdu contre Natsumi Tsunoda.
Elle a remporté la médaille de bronze au Judo Grand Slam Paris 2022.
Elle a remporté la médaille de bronze dans la catégorie des moins de 48 kg aux Championnats du monde de judo 2023 à Doha, au Qatar.

## Palmarès

### Compétitions internationales
| Année | Compétition           | Lieu         | Résultat | Catégorie      |
| ----- | --------------------- | ------------ | -------- | -------------- |
| 2021  | Championnats du monde | Budapest     | 2e       | Moins de 48 kg |
| 2022  | Championnats d'Asie   | Nour-Soultan | 1re      | Moins de 48 kg |
| 2023  | Championnats du monde | Tachkent     | 3e       | Moins de 48 kg |
| 2025  | Championnats du monde | Budapest     | 3e       | Moins de 48 kg |